# BENE-League Handball 2021/22
De BENE-League Handball 2021/22 was de achtste editie van de handbalcompetitie tussen de Nederlandse en Belgische herenteams.
Na het vertrek van The Dome/Handbal Houten uit de BENE-League werd HV Quintus toegevoegd als zesde Nederlandse ploeg in de BENE-League. Hierdoor bestaat de BENE-League na één seizoen weer uit twaalf teams.

## Opzet
- De beste zes ploegen van België en de beste zes ploegen uit Nederland spelen een volledige competitie tegen elkaar.
- De vier ploegen die aan het einde van deze competitie bovenaan staan, strijden om de titel van de BENE-League. Dit gebeurt in één weekend. Op de zaterdag de halve finales (nummer 1 van de competitie tegen nummer 4, en nummer 2 tegen nummer 3), en op de zondag de finale.
- Per land bepaalt zijn eigen promotie/degradatie regels voor de BENE-League dit gebeurt via een nacompetitie.
  - In Nederland spelen de zes ploegen in competitievorm. De nummer laatst degradeert uit de BENE-League. De beste twee spelen een best of three serie voor de landskampioenschap
  - In België spelen de laagste twee teams uit de BENE-League een best-of-five serie voor handhaving/degradatie. De overige vier teams spelen voor de landstitel.

## Teams
| Club                        | Stad           | Provincie      | Trainer                                                   | Hal                       |
| Belgë                       | Belgë          | Belgë          | Belgë                                                     | Belgë                     |
| --------------------------- | -------------- | -------------- | --------------------------------------------------------- | ------------------------- |
| Sezoens Achilles Bocholt    | Bocholt        | Limburg        | Bart Lenders                                              | De Damburg                |
| HC AtomiX                   | Haacht         | Vlaams-Brabant | Jelle Vonckx Bogdan Janiszewski ontslagen in oktober 2021 | Den Dijk                  |
| Hubo Initia Hasselt         | Hasselt        | Limburg        | Tijl Habraken                                             | Alverberg                 |
| Sporting Pelt               | Pelt           | Limburg        | Björn Timmermans                                          | Dommelhof                 |
| Handbal Tongeren            | Tongeren       | Limburg        | Jean-Luc Grandjean                                        | Eburons Dôme              |
| HC Visé BM                  | Wezet          | Luik           | Korneel Douven                                            | Hall Omnisports de Visé   |
| Nederland                   |                |                |                                                           |                           |
| Green Park Handbal Aalsmeer | Aalsmeer       | Noord-Holland  | Bert Bouwer                                               | De Bloemhof               |
| Herpertz Bevo HC            | Panningen      | Limburg        | Danny van Katwijk Jo Smeets ontslagen in november 2021    | De Heuf                   |
| JD Techniek/Hurry-Up        | Zwartemeer     | Drenthe        | Joop Fiege                                                | Succes Holidayparcs Arena |
| KEMBIT-LIONS                | Sittard-Geleen | Limburg        | Christoph Jauernik                                        | Stadssporthal             |
| HV Quintus                  | Kwintsheul     | Zuid-Holland   | Geert Hinskens Jack van Lier                              | Eekhout Hal               |
| KRAS/Volendam               | Volendam       | Noord-Holland  | Mark Ortega                                               | Opperdam                  |

2. Calvin van der Scheer ·
3. Nils Dekker ·
4. Jimmy Castien ·
5. Armando Besseling ·
6. Tom de Bruin ·
7. Don Hartog ·
8. Donny Vink ·
10. Stan Zwinkels ·
11. Jake Honig ·
12. Marco Verbeij ·
13. Samir Benghanem ·
14. Rob Jansen ·
17.  Vaidas Trainavicius ·
19. Luka Furth ·
20. Max de Maat ·
21. Rene de Knegt ·
22. Tim Bottinga ·
24. Pepijn Michielsen ·
32. Jeromy van der Ban ·
40. Christiano Olivacce ·
55. Destin van Dijk ·
Coach: Bert Bouwer
· Assistent-coach: Wai Wong
1. Cedric Henderix ·
2. Toon De Vis ·
4. Maurits Vandeghinste ·
6. Igor Beckers ·
9. Loic Heleven ·
10. Ben Schroven ·
11.  Nicolas Arisnabareta ·
12. Milan De Grave ·
13.  Rui Rolo ·
15. Gaëtan Van Haesendonck ·
16.  Matheus Belesa ·
17. Robbe Vets ·
18.  Nemanja Nesovanovic ·
20.  Joao Marinho Cunha ·
21.  Piotr Maslowski ·
22. Louis Delpire ·
23. Lennert Doms ·
24.  Ahmed Nasif ·
30. Matthias Claes ·
54.  Romuald Murera ·
66.  Kristijan Tashevski ·
Coach: Jelle Vonckx  Bogdan Janiszewski
1. Clem Leroy ·
5. Michiel Lamers ·
6. Tristan Tielen ·
7. Wout Winters ·
8. Stef Jaeken ·
9. Merlijn Wauters ·
10. Yannick Glorieux ·
11. Elias Koninkx ·
12. Stef Gijbels ·
14. Serge Spooren ·
15. Roel Valkenborgh ·
16.  Arjan Versteijnen ·
17. Joren Lamers ·
18. Thomas Driesen ·
20. Ruben Roelants ·
21. Jorn Ceyssens ·
22. Lennert Ceyssens ·
23. Lars Dewachtere ·
24.  Tim Claessens ·
28. Pieter Winters ·
30.  Sergio Rola ·
36. Tristan Tielen ·
40. Stef Jaeken ·
46. Tiber Daubies ·
Coach: Bart Lenders
1. Bram van Grunsven ·
2. Sybren Stijweg ·
3. Teun Krol ·
4. Melle van Katwijk ·
6. Kaj Geenen ·
7. Luuk Santing ·
8. Guus van den Heuvel ·
9. Nick de Kuyper ·
10. Jordin van Berlo ·
11. Niels Poot ·
12. Mika Schoolmeesters ·
13. Janik van Zundert ·
14. Max de Lange ·
15.  Kobe Serras ·
17. Daan Timmermans ·
18. Jeroen van den Beucken ·
19. Nick van den Beucken ·
20. Myron Smits ·
21. Joris Gille ·
23. Niek Jordens ·
25. Eligio Pepels ·
61. Jeroen Steeghs ·
69. Ivo Verberne ·
71. Sjuul Rutten ·
79. Dario Polman ·
Coach:  Jo Smeets
· Assistent-coach: Lambert van Berlo
1.  Richard Meinicke ·
2. Tim Buffet ·
3. Stijn Heeren ·
4. Quinten Cornelis ·
5. Rob Heeren ·
8. Niels Kelchtermans ·
10. Robbe Schiffeleers ·
11. Maxime Mertens ·
12. Pieter Schruers ·
13. Bram van der Goten ·
14. Albrecht Willemans ·
19. Yme Bertels ·
23. Warre Baert ·
24.  Bram Versteegden ·
26. Glenn Gevers ·
30. Ilyas D'Hanis ·
34. Samuel Degbey ·
71. Guillaume Poppe ·
73. Pieter-Jan De Bruyn ·
77. Jona Boiten ·
Coach: Tijl Habraken
· Assistent-coach: Maarten De Backer
1. Senn Rijsdijk ·
2. Jorick Pol ·
3. Youri Braker ·
4. Harm Meijer ·
8. Rick Hollander ·
9. Bart Mik ·
10. Sjoerd Boonstra ·
11. Sander Bos ·
12. Ramon Staats ·
13.  Tiago Azenha Filipe ·
14. Juup Hoogland ·
15. Aron Kieviet ·
18. Emiel Hoogland ·
19. Martijn Bijl ·
20. Roy Soppe ·
22. Erik Blaauw ·
23. Bernie Vermeer ·
24. Stijn Brinks ·
26.  David Ferreira ·
27. Andy Schulte ·
28. Sverre Jansen ·
32.  Boris Tot ·
34. Ruben Fiege ·
66. Brent Riksten ·
79.  Dragan Vrgoc ·
96. René Jaspers ·
Coach: Joop Fiege
· Assistent-coach: Manuel Kremer
1. Mike Kusters ·
2. Jens Dijkstra ·
4. Koen van Dijk ·
6. Rob Schmeits ·
8. Luca van Straaten ·
9. Thomas Dekker ·
12. Scott de Hoogh ·
14. Serge Heijnen ·
16. Bram Kleijkers ·
18. Ivo Steins ·
19. Joris Baart ·
22.  Pieter Strauven ·
25. Jasper Adams ·
28. Robin Leunissen ·
32.  João Jacob Ramos ·
37. Ids Eussen ·
39. Martijn Kleijkers ·
69.  Jonas Dell ·
Coach:  Christoph Jauernik
· Assistent-coach: Lambert Schuurs
1. Simon Ulenaers ·
2. Nils Deekens ·
4. Niels Vansloot ·
5. Seppe Vandenboer ·
7.  Tommie Falke ·
10.  Wouter Pronk ·
11.  Vlatko Tasevski ·
12.  Thijs van Leeuwen ·
15.  Bart Köhlen ·
16. Nick Deekens ·
17.  Bartosz Konitz ·
18. Sverre Stollman ·
19. Victor Lehaen ·
21. Louis Vandebeeck ·
24.  Dylan Vossen ·
27.  Robin Schoenaker ·
35. Youri Denert ·
44. Robbe Spooren ·
54. Michiel Lambrecht ·
74. Door Vandebeeck ·
Benjamin Bongaerts ·
Jeff Vandebeeck ·
Coach: Bjorn Timmermans
1. Lars Hemmes ·
2. Hidde van Oorschot ·
3. Troy Oranje ·
4. Ard Vollebregt ·
5. Dean van Haeren ·
6. Jordan Beukman ·
7. Marc de Vreede ·
8. Thimo Act ·
9. Mitchell Timmermans ·
10. Martijn Poot ·
11. Yannick Boers ·
12. Paul Vis ·
13. Alex Koop ·
14. Timo Blom ·
15. Rick van Ravesteijn ·
16. Cas van der Harst ·
17. Jari Boer ·
18. René de Bakker ·
19. Nick Schot ·
20. Jordi van Erp ·
21. Jaap Mol ·
22.  Karim Tamim ·
25. Pieter van der Velden ·
26. Ques Canninga ·
28. Max van Zijderveld ·
29. Jorian Baauw ·
30. Olav Scholtes ·
31. Evan de Lange ·
Coach: Geert Hinskens & Jack van Lier
2. Thomas Di Giacomo ·
4. Thomas Bolaers ·
5.  Kélian Bique Francisque ·
7. Julien Devisch ·
8. Brian Meulders ·
15. Stéphane Geradon ·
18. Hugo Rodado ·
21. Arthur Vanhove ·
23. Louis Marchal ·
24. Florian Glesner ·
25. Jelle Peeters ·
32. Nathan Bolaers ·
34. Arber Qerimi ·
47. Colin Glesner ·
91. Kevin Siraut · 
Coach: Jean-Luc Grandjean
4. Pierre Brixhe ·
6.  Nuno Carvalhais ·
7. Sébastien Gava ·
9.  Jules Ranc ·
11. Sébastien Jurdan ·
14. Martin Massat ·
16. Nicholas Plessers ·
18.  Camille Nguema ·
21. Corentin Delatte ·
22. Yves Vancosen ·
23. Auguste Boyon ·
24.  Geoffrey Lahonda ·
26. Sébastien Danesi ·
29. Yuri Hougardy ·
44. Bartosz Kedziora ·
59.  Vincent Bello ·
99.  Hamza Hadzic ·
Coach: Korneel Douven
1. Michiel van Gils ·
2. Robin Nagtegaal ·
4.  Alexander Binderis ·
5. Evert Kooijman ·
6. Jeroen Roefs ·
7. Wessel Blokzijl ·
9. Jordy Baijens ·
12. Rob Goudriaan ·
13. Stefan van Gils ·
14.  Filip Pettersson ·
15. Leon Geus ·
16. Dennis Schellekens ·
17. Florent Bourget ·
18. Tim Roefs ·
20. Jelmer de Vries ·
21.  Abou Fofana ·
22.  Zlatko Pavicevic ·
25. Marnix Roos ·
Coach:  Mark Ortega
· Assistent-coach: Christiaan Albers

## Stand
| Pos | Club                        | Wed | W  | G | V  | Ptn | DV  | DT  | +/−  | Opmerking                    |
| --- | --------------------------- | --- | -- | - | -- | --- | --- | --- | ---- | ---------------------------- |
| 1   | Sezoens Achilles Bocholt    | 22  | 18 | 1 | 3  | 37  | 733 | 577 | +156 | Geplaatst voor de Final Four |
| 2   | KEMBIT-LIONS                | 22  | 17 | 2 | 3  | 36  | 701 | 606 | +95  | Geplaatst voor de Final Four |
| 3   | Green Park Handbal Aalsmeer | 22  | 26 | 1 | 5  | 33  | 698 | 608 | +90  | Geplaatst voor de Final Four |
| 4   | Sporting Pelt               | 22  | 15 | 1 | 6  | 31  | 697 | 611 | +86  | Geplaatst voor de Final Four |
| 5   | KRAS/Volendam               | 22  | 13 | 3 | 6  | 29  | 657 | 634 | +23  |                              |
| 6   | HC Visé BM                  | 22  | 9  | 5 | 8  | 23  | 651 | 628 | +23  |                              |
| 7   | Herpertz Bevo HC            | 22  | 8  | 3 | 11 | 19  | 676 | 656 | +20  |                              |
| 8   | JD Techniek/Hurry-Up        | 22  | 8  | 3 | 11 | 19  | 652 | 633 | +19  |                              |
| 8   | Handbal Tongeren            | 22  | 8  | 2 | 12 | 18  | 641 | 660 | -19  |                              |
| 10  | Hubo Initia Hasselt         | 22  | 4  | 0 | 18 | 8   | 526 | 681 | -155 |                              |
| 11  | HV Quintus                  | 22  | 3  | 0 | 18 | 6   | 554 | 710 | -156 |                              |
| 12  | HC AtomiX                   | 22  | 2  | 1 | 19 | 5   | 594 | 776 | -182 |                              |

Bron: bnleague.com - ranking[dode link]

## Uitslagen
|                             | AAL     | ATO     | BEV     | BOC     | HAS     | HUR     | LIO     | PEL     | QUI     | TON     | VIS     | VOL     |
| --------------------------- | ------- | ------- | ------- | ------- | ------- | ------- | ------- | ------- | ------- | ------- | ------- | ------- |
| Green Park Handbal Aalsmeer | 00–00   | 46 – 26 | 32 – 26 | 31 – 30 | 39 – 16 | 30 – 26 | 28 – 28 | 29 – 34 | 40 – 24 | 35 – 27 | 30 – 28 | 27 – 28 |
| HC AtomiX                   | 23 – 31 | 00–00   | 24 – 42 | 19 – 31 | 24 – 31 | 25 – 41 | 36 – 39 | 30 – 34 | 29 – 32 | 32 – 35 | 33 – 33 | 28 – 32 |
| Herpertz Bevo HC            | 29 – 32 | 39 – 27 | 00–00   | 27 – 27 | 32 – 23 | 34 – 30 | 31 – 34 | 29 – 34 | 33 – 25 | 30 – 30 | 33 – 35 | 35 – 35 |
| Sezoens Achilles Bocholt    | 34 – 27 | 36 – 23 | 37 – 26 | 00–00   | 35 – 16 | 36 – 25 | 31 – 34 | 37 – 28 | 39 – 23 | 29 – 25 | 31 – 24 | 35 – 31 |
| Hubo Initia Hasselt         | 31 – 34 | 27 – 32 | 20 – 32 | 29 – 36 | 00–00   | 22 – 31 | 24 – 31 | 22 – 40 | 32 – 27 | 32 – 30 | 22 – 28 | 30 – 31 |
| JD Techniek/Hurry-Up        | 22 – 25 | 30 – 25 | 38 – 35 | 32 – 33 | 27 – 20 | 00–00   | 31 – 27 | 26 – 28 | 32 – 22 | 27 – 27 | 30 – 30 | 34 – 39 |
| KEMBIT-LIONS                | 35 – 28 | 42 – 20 | 32 – 21 | 28 – 36 | 24 – 19 | 31 – 30 | 00–00   | 36 – 29 | 32 – 23 | 31 – 27 | 31 – 30 | 39 – 28 |
| Sporting Pelt               | 31 – 28 | 37 – 30 | 24 – 18 | 27 – 31 | 35 – 18 | 26 – 26 | 25 – 28 | 00–00   | 43 – 23 | 30 – 28 | 39 – 29 | 33 – 28 |
| HV Quintus                  | 29 – 34 | 29 – 22 | 30 – 37 | 23 – 35 | 20 – 28 | 26 – 33 | 26 – 33 | 24 – 25 | 00–00   | 26 – 34 | 21 – 24 | 22 – 35 |
| Handbal Tongeren            | 31 – 34 | 37 – 25 | 31 – 30 | 23 – 32 | 28 – 21 | 33 – 30 | 26 – 29 | 25 – 34 | 32 – 35 | 00–00   | 21 – 29 | 27 – 31 |
| HC Visé BM                  | 24 – 31 | 40 – 27 | 24 – 28 | 23 – 30 | 34 – 23 | 36 – 30 | 28 – 28 | 34 – 30 | 33 – 21 | 34 – 36 | 00–00   | 30 – 30 |
| KRAS/Volendam               | 26 – 27 | 32 – 33 | 31 – 29 | 33 – 32 | 21 – 20 | 23 – 21 | 29 – 28 | 32 – 31 | 30 – 23 | 25 – 28 | 27 – 27 | 00–00   |

## Final Four

### Schema
|  | Halve finale                | Halve finale  |  |              | Finale                   | Finale        |
|  |                             |               |  |              |                          |               |
|  | 19 maart 2022               |               |  |              |                          |               |
|  | Sezoens Achilles Bocholt    | 29            |  |              |                          |               |
|  | Sporting Pelt               | 24            |  |              | 20 maart 2022            | 20 maart 2022 |
|  |                             |               |  |              | Sezoens Achilles Bocholt | 22            |
|  | 19 maart 2022               | 19 maart 2022 |  | KEMBIT-LIONS | 29                       |               |
|  | KEMBIT-LIONS                | 37            |  |              |                          |               |
|  | Green Park Handbal Aalsmeer | 36            |  |              |                          |               |

### Halve finales
| 26 maart 2022 13:30 | Sezoens Achilles Bocholt | 29 – 24 | Sporting Pelt | Maaspoort, 's-Hertogenbosch |
| 26 maart 2022 13:30 | (14 - 11)                |         |               | Maaspoort, 's-Hertogenbosch |
| 26 maart 2022 13:30 | 1× 5×                    |         | 1× 2×         | Maaspoort, 's-Hertogenbosch |

| 26 maart 2022 16:00 | KEMBIT-LIONS                                 | 37 – 36 (n.2V.) | Green Park Handbal Aalsmeer | Maaspoort, 's-Hertogenbosch |
| 26 maart 2022 16:00 | (14 - 12)                                    |                 |                             | Maaspoort, 's-Hertogenbosch |
| 26 maart 2022 16:00 | 1× 4×                                        |                 | 1× 5×                       | Maaspoort, 's-Hertogenbosch |
| 26 maart 2022 16:00 | Regulier: 31-31 Verlenging(en): 34-34, 37-36 |                 |                             | Maaspoort, 's-Hertogenbosch |

### Finale
| 27 maart 2022 16:00 | Sezoens Achilles Bocholt | 22 – 29 | KEMBIT-LIONS | Maaspoort, 's-Hertogenbosch |
| 27 maart 2022 16:00 | (12 - 13)                |         |              | Maaspoort, 's-Hertogenbosch |
| 27 maart 2022 16:00 |                          |         |              | Maaspoort, 's-Hertogenbosch |

|                    |
| Vlag van Nederland |
| KEMBIT-LIONS       |
| 2de titel          |

## Topscoorder
| # | Goal | Nat.               | Naam            | Club                     |
| - | ---- | ------------------ | --------------- | ------------------------ |
| 1 | 154  | Vlag van België    | Serge Spooren   | Sezoens Achilles Bocholt |
| 2 | 148  | Vlag van Nederland | René Jaspers    | JD Techniek/Hurry-Up     |
| 3 | 137  | 0                  | Ilyas DHanis    | Hubo Initia Hasselt      |
| 4 | 135  | Vlag van Nederland | Florent Bourget | KRAS/Volendam            |
| 5 | 127  | Vlag van Nederland | Tommie Falke    | Sporting Pelt            |

Update: 22 maart 2022

## All-star team
Op voordracht van de coaches is door diezelfde coaches en de fans een "all-star team" gekozen.
| Positie        | Naam            | Nati.              | Club                     |
| -------------- | --------------- | ------------------ | ------------------------ |
| Doelman        | Boris Tot       | Vlag van Kroatië   | JD Techniek/Hurry-Up     |
| Rechterhoek    | Ilyas DHanis    | Vlag van België    | Hubo Initia Hasselt      |
| Rechter opbouw | Serge Spooren   | Vlag van België    | Sezoens Achilles Bocholt |
| Cirkel         | Ivo Steins      | Vlag van Nederland | KEMBIT-LIONS             |
| Midden opbouw  | Florent Bourget | Vlag van Nederland | KRAS/Volendam            |
| Linker opbouw  | Bartosz Konitz  | Vlag van Polen     | Sporting Pelt            |
| Linkerhoek     | Tommie Falke    | Vlag van Nederland | Sporting Pelt            |